# Tribunal de Contas do Estado da Bahia
O Tribunal de Contas do Estado da Bahia (TCE-BA) é o órgão fiscalizador e controlador da administração financeira e orçamentária do estado brasileiro da Bahia. Junto ao Tribunal de Contas, deve oficiar o Ministério Público (Ministério Público de Contas). Foi criado em 21 de agosto de 1915. A corte de contas é presidida pelo conselheiro Marcus Presidio, eleito por unanimidade no fim de 2022 para o biênio 2024-2025. Antônio Honorato ocupa a vice-presidência e Gildásio Penedo Filho é o corregedor do órgão.
O Tribunal de Contas do Estado da Bahia é órgão autônomo e independente que auxilia a Assembléia Legislativa no exercício do controle externo dos Poderes Executivo, Legislativo e Judiciário, e do Ministério Público, fiscalizando a arrecadação da receita e sua aplicação.
Funciona com a atuação do Tribunal Pleno (composto por sete Conselheiros) e duas Câmaras integradas, cada uma, por três Conselheiros.
O Tribunal Pleno é a instância superior que aprecia em grau de recurso os processos julgados pelas Câmaras; emite parecer prévio no processo de prestação de contas do Chefe do Executivo estadual; e julga as contas dos gestores públicos de órgãos da administração pública estadual.
As Câmaras (1ª e 2ª) julgam contas de adiantamento, recursos estaduais atribuídos aos municípios e às entidades e instituições não governamentais; decide sobre a legalidade, legitimidade e razoabilidade dos procedimentos licitatórios; e aprecia os contratos, convênios, acordos, ajustes e instrumentos congêneres, bem como julgam a legalidade das concessões de aposentadorias, transferência para reserva, reforma e pensão, excluídas as melhorias posteriores, aprecia, para fins de registro, a legalidade dos atos de admissão de pessoal.
Os processos apreciados e julgados pelas Câmaras e Tribunal Pleno passam antes pelas Coordenadorias de Controle Externo (CCE), que são órgãos técnicos competentes para fiscalizar as informações prestadas e os elementos fornecidos pelos gestores, constatando a procedência, ou não, do seu conteúdo, podendo inspecionar a construção de escolas, estádios, hospitais, estradas e vias públicas, dentre outras atribuições voltadas para a constatação da correta aplicação dos recursos públicos confiados a agentes responsáveis por sua gestão.

## História
Teve suas origens num órgão misto, criado pela Constituição estadual de 1891, em caráter temporário, chamado então de Tribunal de Conflitos e Administrativo. Era composto por integrantes dos três Poderes, sendo dois do Judiciário, dois do Legislativo (um pelo Senado estadual, outro da Câmara) e um, presidente, do Executivo (indicado pelo governador).
Este órgão tinha, especificamente, a atribuição de decidir os conflitos existentes entre os poderes, e não claramente o de fiscalizar as contas estaduais. Foi disciplinado e efetivado no governo do Dr. Rodrigues Lima, sendo o mandato de seus integrantes de 4 anos, e se lhe atribuiu, na parte de Tribunal Administrativo, poderes para realizar a "revisão e julgamento dos atos concernentes à receita e despesa do Estado."
As vestes talares pretas foram instituídas aos membros deste Tribunal em 1892 e, em 1895 foi instituído o quórum mínimo para seu funcionamento.
Este Tribunal funcionou por 23 anos, sendo finalmente extinto quando da Reforma Constitucional de 1915, quando foi então criado o Tribunal de Contas. Sua história tem duas fases, com intermédio no Estado Novo, quando sofreu solução de continuidade, posto que extinto durante a Era Vargas.

### Primeira fase
Ocorre da sua criação, em 1915, até 1942, quando extinto por ato do interventor estadual Renato Onofre Pinto Aleixo. Foi instalado em 6 de setembro de 1915, em sessão presidida por José Joaquim Landulfo Medrado, sendo eleito Presidente Carlos Chenaud. No ano seguinte a lei 1182 deu aos membros do Tribunal o tratamento de conselheiro.
Era, então, governador José Joaquim Seabra. Foi reformado no governo Góis Calmon, pela lei 1939 de 1926. Em 1935 o número de Conselheiros foi elevado a sete e de 1938 é seu primeiro Regimento Interno.
Em 16 de dezembro de 42 foi o órgão extinto pelo interventor Pinto Aleixo, e suas atribuições desempenhadas pelo Conselho de Fazenda do Estado.

### Segunda fase
De sua restauração, a 2 de julho de 1949, pelo governador Octávio Mangabeira, até os dias atuais. Em 1966 tiveram a função equiparada aos Desembargadores do Tribunal de Justiça e passaram a ter tratamento de ministros. O tratamento de Conselheiros foi restituído em 1967.
A 5 de novembro de 1981, sendo governador João Durval Carneiro, foi inaugurada a atual sede do órgão, que depois recebeu o nome do Conselheiro Joaquim Batista Neves, e localizada no Centro Administrativo da Bahia.
A atual Constituição do Estado da Bahia, aprovada em 1989, ampliou as atribuições do órgão para apreciar também a razoabilidade, legitimidade e economicidade de certos atos administrativos, além da apreciação da formalidade e regularidade destes.
Junto ao Tribunal de Contas deve oficiar um Ministério Público especializado, denominado Ministério Público de Contas.

### Presidentes

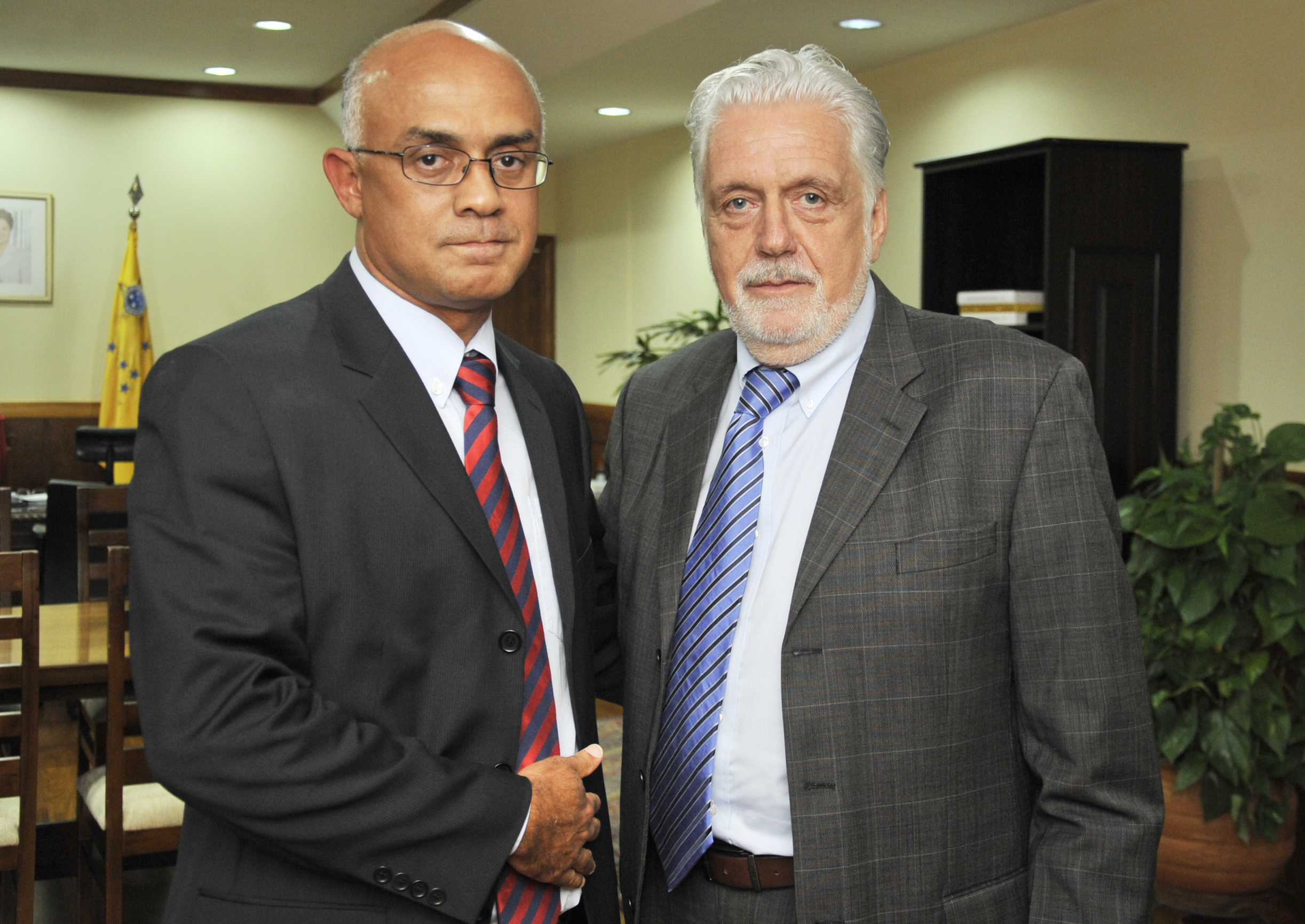
Audiência entre o então presidente do TCE Inaldo da Paixão e o então ministro da Defesa Jaques Wagner em 2015.

Foram Presidentes do órgão, desde 1915:
- Carlos Chenaud (1915-1920)
- José Carlos Junqueira Aires de Almeida (1920-1932)
- Ariston Henrique Martineli (1932-1942)
- Aloísio Henrique de Barros Porto (1951-1953)
- Genaro de Lima Pedreira (1953-1955)
- Lafaiette de Azevedo Pondé (1955-1957)
- Osvaldo Veloso Gordilho (1957-1959)
- Raul Batista de Almeida (1959-1961)
- Carlos Aníbal Correia (1961-1963)
- Altamirando Alves Requião (1963)
- Natan Coutinho do Rosário (1963)
- Renato Bião de Cerqueira e Silva (1964-1965 e 1972-1973)
- Edson Tenório de Albuquerque (1966-1969)
- Jayme Baleeiro (1970-1971)
- Joel Muniz Ferreira (1971 e 1978-1979)
- José Medrado Vaz Santos (1974-1975)
- Leonides Spínola de Andrade (1976-1977)
- Joaquim Batista Neves (1980-1981)
- Bernardo Spector (1982-1983 e 1992-1993)
- Renan Rodrigues Baleeiro (1988-1989)
- Faustino Dias Lima (1990-1991, 1996-1997 e 1998-1999)
- Adhemar Martins Bento Gomes (1984-1985, 1994-1995, 2000-2001 e 2002)
- Antônio Honorato de Castro Neto (2006-2007)
- Manoel Figueiredo Castro (2002-2003, 2004-2005 e 2008-2009)